# Við Margáir
Við Margáir er et stadion i Streymnes på Streymoy i Færøerne. Det er i øjeblikket mest brugt til fodboldkampe og er hjemmebane for EB/Streymur.